# Psathyrostachys juncea
Psathyrostachys juncea là một loài thực vật có hoa trong họ Hòa thảo. Loài này được (Fisch.) Nevski miêu tả khoa học đầu tiên năm 1934.

## Hình ảnh

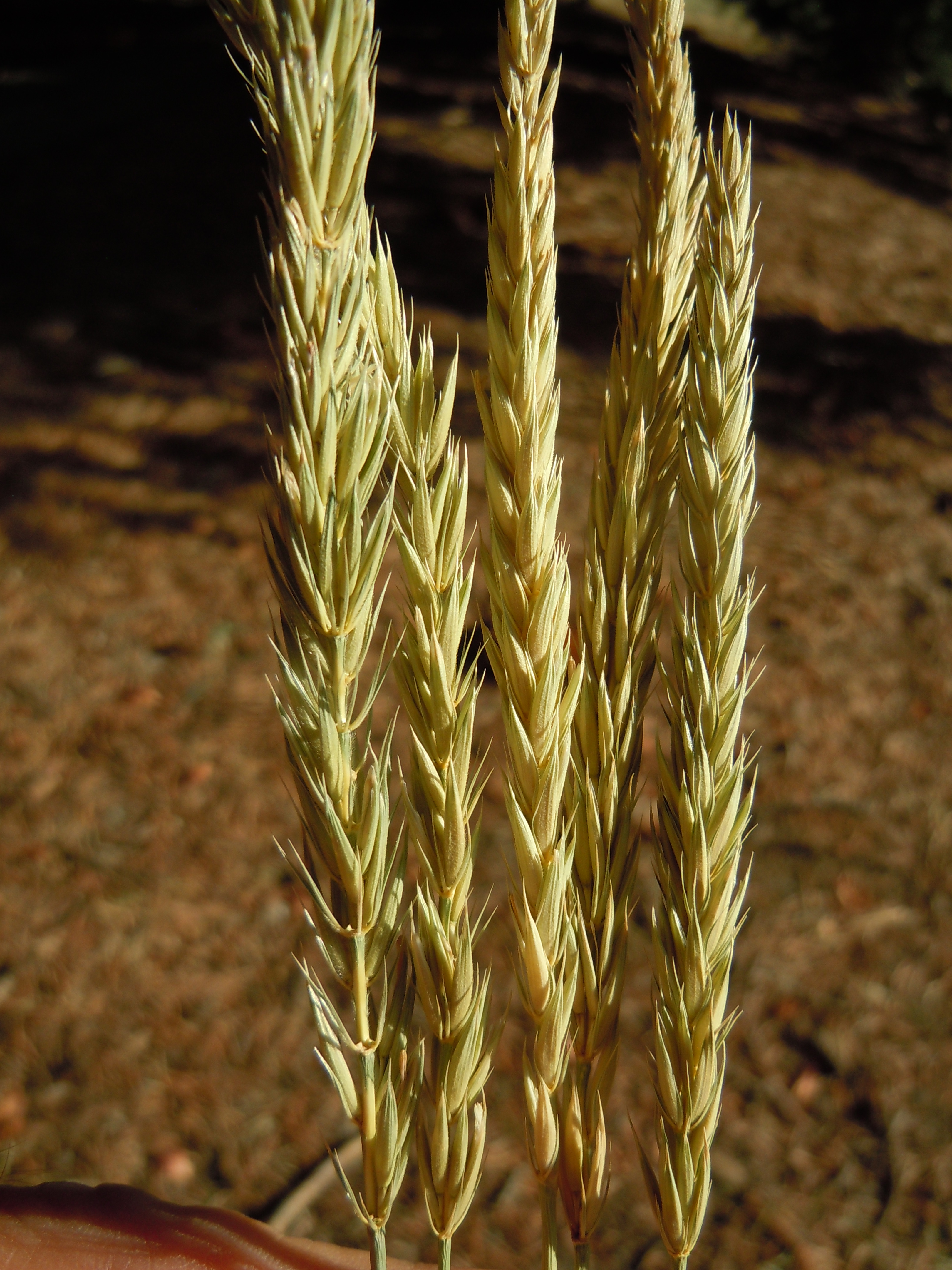
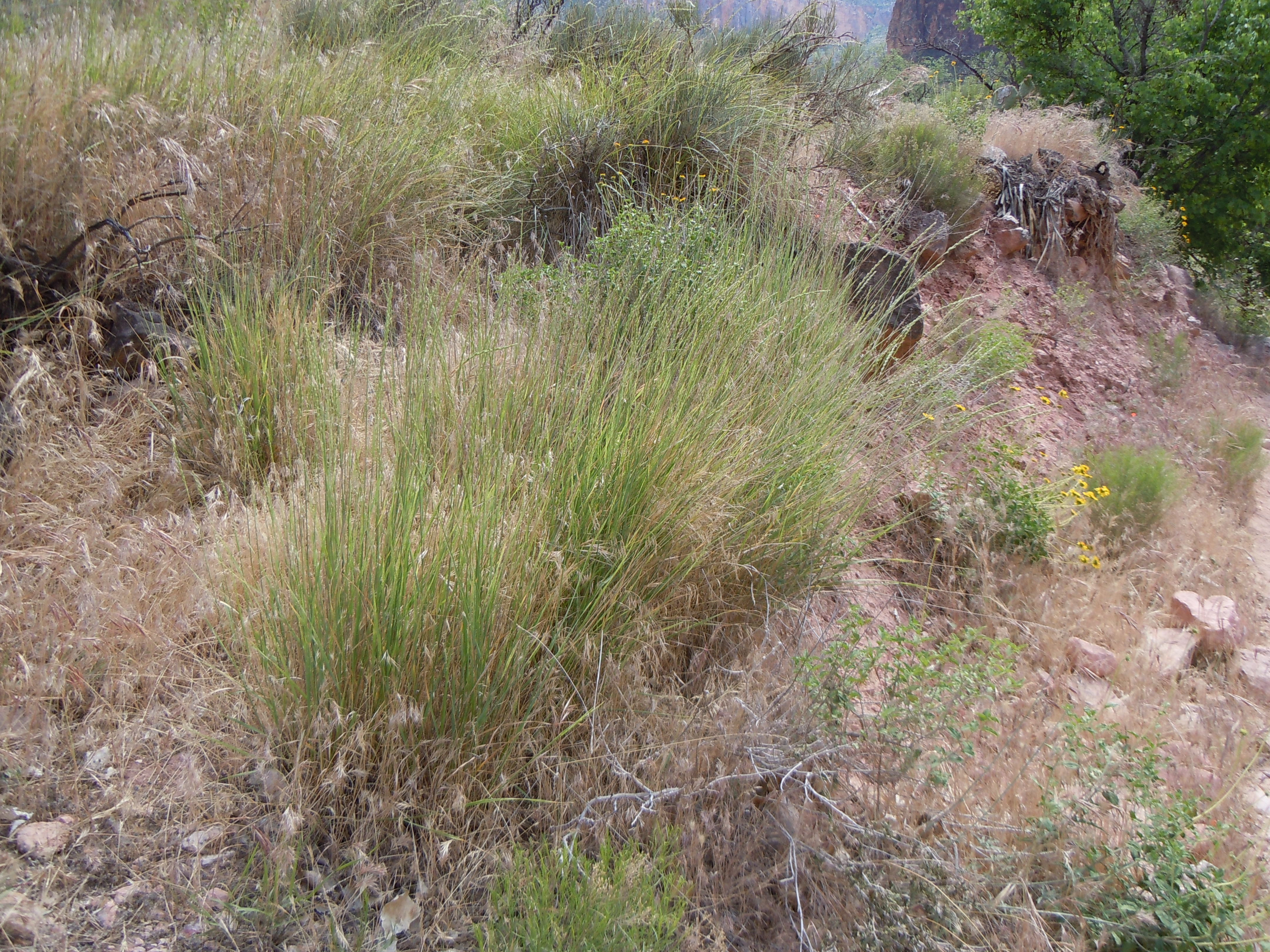
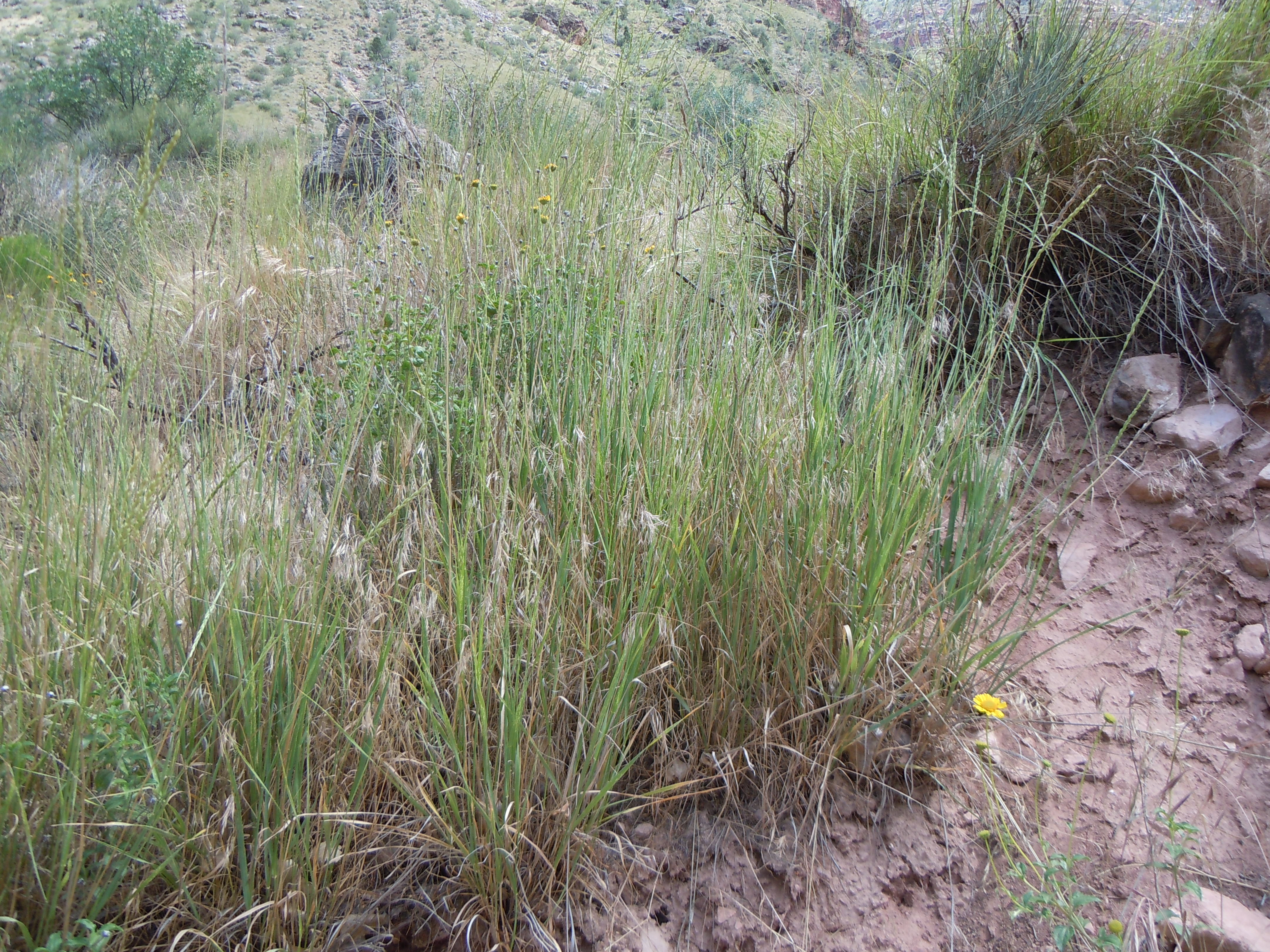
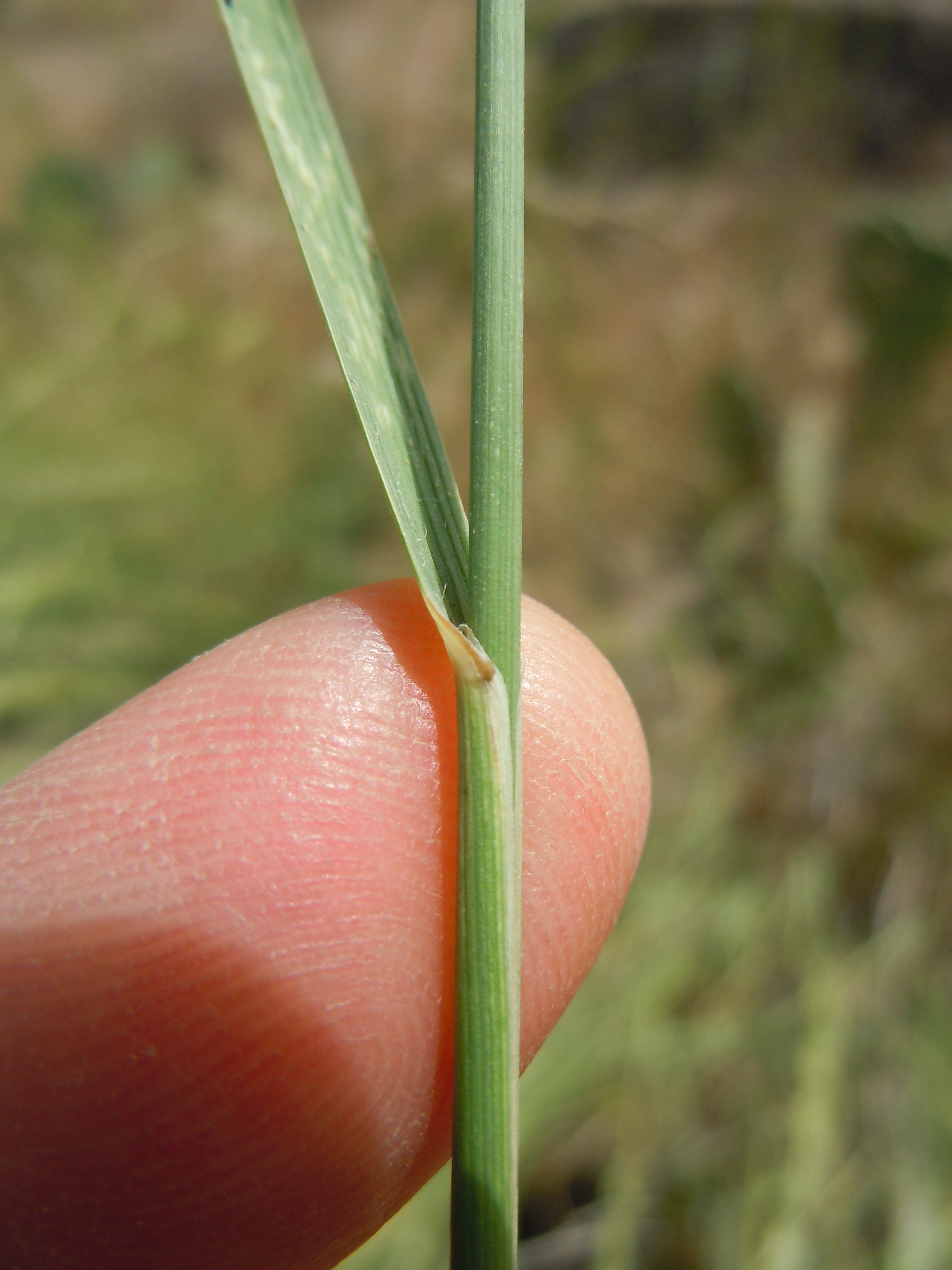